# 藤本軍次
藤本 軍次（ふじもと ぐんじ、1895年〈明治28年〉10月5日 - 1978年〈昭和53年〉秋）は、日本の自動車実業家、自動車技術者、レーシングドライバー。ジョージ藤本の名でも知られる。
1920年代から1930年代にかけて開催された日本自動車競走大会の中心人物であり、主催者としても参戦ドライバーとしても活躍し、戦前の日本における四輪自動車レース開催の立役者の一人として特に知られる。戦前から自動車事業を手掛け、戦後は終戦翌年の1946年（昭和21年）にハイヤー・タクシー事業・自動車整備を営むイースタンモータースを創業した。

## 経歴
1895年（明治28年）に山口県で藤本倉市の次男として生まれ、1907年（明治40年）2月、11歳の時に倉市とともに渡米した。父親はワシントン州中西部タコマにほど近いファイフで農業を営み、藤本は少年期から青年期にかけての時期を同地周辺で送った。
藤本本人は農業を好まず、1909年に州北西部のシアトルの自動車学校に入学し、半年ほどで運転免許を取得し、しばらくはブロードウェイのミッチェル自動車販売会社の修理工場で働いた。
その後、シアトルのカンスタイン家に運転手として雇われる。当主のカンスタインは米国の太平洋岸地域に36ヶ所もの劇場を抱え、興行主として知られた人物で、この間に藤本は自動車レースにも夢中になった。
1912年にカンスタイン家を去った藤本は、中古車を改造してレース用の車両を仕立て、各地を巡業して10セントから25セントを取る興行をして回った。

### 米国における自動車事業
1914年、19歳の時に兄の頼一とともにシアトルでジャクソン・オート・カンパニー社を設立し、ハイヤー事業を始める。当初は繁盛したが、1917年に米国で自動車の月賦販売が始まったことで自家用車が急速に普及し、それに伴ってハイヤーの需要が減ったため、藤本兄弟は1918年に同社を廃業した。兄の頼一は残った車を持って日本に帰り、米国に残った藤本はそれからの2年間は修理工場で自動車修理の技術を学ぶことに努めた。その後、1921年に自動車販売のミカド・オートモビル・カンパニー社を設立し、ムーンという自動車のワシントン州における代理店を営んだ。
1909年に米国初の常設サーキットとして完成したインディアナポリス・モーター・スピードウェイと、同サーキットで1911年に開催が始まったインディアナポリス500の影響で、それまで欧州車に後れを取っていた米国車は1910年代を通してその性能を大きく発達させていっていた。この時期に自動車事業を営み、そうした動きを目のあたりにして刺激を受けた藤本は、後に、日本においても自動車工業と産業の発展のためには自動車レースが不可欠との考えを持つに至る。

### 1922年・帰国
第一次世界大戦後に米国で高まっていた排日運動と米国における自動車業界の状況変化により、経営する事業が立ち行かなくなり、それを契機に米国における事業に見切りをつけ、1922年（大正11年）に日本に帰国した。藤本が26歳の時である。
帰国にあたって藤本はレース仕様のハドソンを持ち帰り、1922年2月8日に横浜港に到着した。藤本は帰国してすぐに太田祐雄をはじめとする日本の自動車関係者たちに米国における自動車レースの魅力を熱心に語り、人脈を広めたと考えられている。

### 下関─東京間の列車との競争
1922年8月、藤本は自身のハドソンを使って下関・東京間で機関車の急行列車と競走するという企画を報知新聞社に持ち込み、翌月、同社を主催者としてその競走を実現させた。当時、自動車で長距離走行に挑戦した人物や団体は民間でもなかったわけではないが、しかも下関と東京という長距離を列車と競走して一気に走り抜けるという企画は前例のないものだった。
米国時代に列車との競走を何度か行っていた藤本はこの競走には勝つ見込みを持っていたのだが、日本の道路事情は藤本が想定していたよりも劣悪で、結果は完敗となる。
この競走で藤本は下関から東京まで40時間5分もかけてようやく到着し、一方の急行列車はその12時間も前に東京に到着していた。勝負には敗れたものの、『報知新聞』で連日取り上げられたことで、藤本の試みは人々に広く知られ、この企画は自動車レース開催への機運を醸成する契機となった。報知新聞社の企画部長である煙山二郎は藤本の熱意を認めるとともに、企画への手ごたえも得て、以降、自動車レース開催実現に向けた藤本の活動は同社からの支援を受けるようになった。
藤本は報知新聞社の嘱託社員になるとともに、自身の隼自動車修理工場の経営も始めた。

### 日本自動車競走大会
1922年（大正11年）10月、内山駒之助を筆頭に、菅原敏雄、太田祐雄、榊原郁三、関根宗次、野澤三喜三、屋井三郎、小林吉次郎らが藤本の働きかけに呼応し、日本自動車競走倶楽部（NARC）が設立された。
NARCは日本において四輪自動車のレースを開催することを目的とした組織で、同年11月に日本自動車競走大会の第1回大会である「第1回自動車大競走」の開催を実現させた。興行としては振るわなかったものの、藤本らは1925年（大正14年）までに8回ほどの大会を開催し、その時点でいったん開催は中止された。1934年（昭和9年）に軍部の後押しにより開催が再開され、この大会は日中戦争開戦（1937年7月）の影響によって中止に追い込まれる1938年（昭和13年）まで開催が続けられた。
藤本自身も大会に選手として参加し、卓越した技術を持った藤本は多くの勝利を挙げた。藤本の目的は自動車レースに勝つことにあったわけではなく、自動車レースを普及させることにあったことから、自身の運転技術や車両の知識について他の者たちにも教えていったと考えられている。

### 日本における自動車事業
帰国後しばらく、藤本は報知新聞社の嘱託社員として同社の自動車関係全般を任されていたが、1924年（大正13年）に結婚したことを機に、再び自動車事業を行うことを決心した。
まずは中古車販売業や修理工場を始め、次いでムーン自動車商会、日東モータース商会、帝国モータースという輸入自動車販売会社を設立し、特にムーン自動車商会の売れ行きは良かったのだが、いずれも製造元の自動車メーカ―が傾いたことで事業が立ち行かない状態に追い込まれた。
そうして1930年代半ばには、英語が話せることを生かして、大使館や公使館を顧客として中古自動車の販売と修理を行う事業を始め、これは好評を得る商売となった。
同時期に日本政府は日本で組み立て生産を行っていたフォードやゼネラルモーターズの日本における事業を禁止したり、自動車の輸入を禁止したりしたが、自動車の需要そのものが高かったことから、中古車の価格は急騰していた。1939年（昭和14年）、藤本は大使館や公使館はそうした輸入禁止措置の例外が認められていたことに着目し、車を一年間無料で提供する代わりに外国車の輸入権を利用させて欲しいという取引を持ち掛け、大使館側はあっさりその話に乗り、藤本は5千円程度で輸入した車を1年ほど大使館に無料で貸与し、1年経ったら5万円で売却するという商売を行って利益を得た。
1941年（昭和16年）12月、太平洋戦争が始まると、それまで大使館に自由に出入りしていた藤本はスパイの疑いをかけられ、25日間にもわたって取り調べを受けた。

### イースタンモータース
終戦翌年の1946年（昭和21年）にハイヤー事業と自動車整備を営むイースタンモータースを創業した。これは日本の復興には自動車による移動や流通が大きな役割を果たすと考えたことによる。同社の本業ではないが、戦前と同様、同社でも顧客から要望があれば輸入中古車の販売も取り扱い、藤本が直接対応を行ったという。
その後も同社を中心に複数の会社を経営した。
1960年代後半に、息子の藤本威宏が東京サーキット建設計画（最終的に頓挫した）を進めた際は、世話役として関与した。この際、サーキットが完成したら、自身もドライバーとしてレースに参戦して「最高齢記録」（当時はイギリスで樹立された68歳がレース参戦の最高齢記録）を樹立しようと考え、1967年には富士スピードウェイにて、自前のフォード・コブラ（シングルシーター車）で練習走行を行った。

## レーシングドライバーとしての特徴

### ドライビングスタイル
藤本は日本自動車競走大会でも屈指の名手として知られ、特にカーブを曲がる時の猛烈さは圧巻だったと言われている。
当時のコースは例外なくオーバルトラックだったが、藤本はカーブに差し掛かってもスピードを緩めることはせず、車は内側の片輪を上げてカーブを曲がったという。他の参加者が大出力で直線が速い車両を使うようになっていったことで、藤本のハドソンは次第に性能において劣勢となっていったが、コーナリングに優れる藤本は性能の不利を覆していくつもの勝利を挙げた。
「どうしてカーブを切るのか」（なぜそんなに速く走れるのか）と問われた藤本は「ぼくは目をつぶってカーブを切る」と答えた。これはカーブでは砂煙があがって目を開けていられないし、開けていても何も見えないから同じことだという意味だったようだが、他の選手からは「藤本とは危なくてとてもレースできない」とも言われたという。

### 使用車両
- ハドソン

藤本が帰国時に持ち帰ったハドソンは純粋なレーシングカーであり、平坦なサーキットにおけるレースに合わせた設計となっており、短いホイールベース、全体的に車高を低く抑えた構造、鉄製のホイールなどを装備していた。当時のレーシングカーのセオリーとして、エンジン出力以外では、ホイールベースが95から110インチまでの範囲内であること、トレッドが56インチ程度であること、地上高が9から12インチまでの範囲内であることといった要素が重要視されていた。これはコーナーを高速で走行するために、最も容易にコーナリングでき、かつ横転するリスクも低いと考えられていたためである。
このハドソンが出走した日本自動車競走大会においては、会場の路面がことごとく劣悪だったため、他の車両が装着していた木製ホイールやワイヤーホイールは破損してリタイアの原因となることが多かったのに対して、ハドソンが装着していた鉄製ホイールは堅牢で、これも大きなアドバンテージとなった。
エンジンがコクピットの前方に搭載されているのはこの時代の車両として一般的な構造だが、ハドソンのエンジンは他の標準的な車両よりもコクピット寄りに搭載されており（フロントミッドシップ）、そのことも有利に作用した。この構成によって操舵時の負荷は比較的低くなったことから、路面上の凸凹を操舵によって避けることが容易で、加えて、他の車両が前輪を泥濘に埋めた状態で操舵して操舵系の歯車を破損するトラブルを発生させていたのに対して、藤本のハドソンはそうしたトラブルも起こりにくかった。
足回りはリーフスプリングの一種の弓形ばね（half-elliptic spring）で、コースに合わせて適切に調整することで、不要な上下動や左右のふらつき（ロール）をよく抑えることができた。
- ケース号 / 報知号

1922年（大正11年）9月の下関─東京間の急行列車との競走に使用された「ケース号」は、当時の写真から藤本が持ち込んだハドソンであることは明らかであるが、他にも諸説がある。
「オートモ号」だったとされることがあるが、白楊社がオートモ号の試作を始めたのは1923年（大正12年）9月以降であるため、不可能である。1922年時点で同社製の自動車は試作車のアレス号は存在したが、藤本が乗っていた車両は写真が残っており、そのどちらでもないことを確認できる。
また、1915年（大正4年）の自動車大競走会のために日本に持ち込まれたレーシングカーの1台である「ケース」だとされることもあるが、これも残っている写真から否定されている。

## 人物
米国育ちで率直な人柄であり、破天荒ではありつつ、面倒見も良かったことから人望があった。
1922年2月に帰国すると同年11月に日本自動車競走大会（第1回大会）を初開催するまでの短期間に東京中の自動車関係者と次々に親交を結んでいるほか、戦時中は藤本のスパイ容疑の取り調べに当たった警部とも親しくなり、その警部から後に支援者となる人物を紹介してもらうなど、逸話にもその人柄を示す例となるようなものが多い。
口癖は「Anyway, Try!（とにかく、やってみようじゃないか）」で、戦後にいすゞ・ベレットでアメリカを横断した際や、トヨタ・コロナでヨーロッパや南米を走った際には「ろくすっぽ調べもせずに飛び出した」と家族が証言している。

### 家族
関東大震災後、救援物資を運んだ縁で知り合った鳥山はるよと、1924年（大正13年）1月、29歳になろうかという時期に結婚した。媒酌人は煙山二郎が務めた。
子孫も自動車関連で事績を残している。子の藤本威宏はイースタンモータースの関連会社社長として「東京サーキット」建設計画を推し進めたことで知られる（計画は頓挫した）。孫の藤本隆宏は自動車産業の経営学者して知られ、2017年（平成29年）から日本自動車殿堂の会長を務めている。

### 別名
「グンジ（Gunji）」という名は米国では発音しにくかったことから、「ジョージ（George）」が通称となった。藤本は日本に帰国した後も場に応じてこの通称を用いた。

### エピソード
- 列車との競走

カンスタイン家に勤めていた当時、その傍ら自動車に熱中していた藤本は自身が乗っていた古い車で、優秀なキャデラックと競走し、210ドルもの罰金を科され、主人から解雇を言い渡された。しかし、カンスタイン家の居心地の良さを気に入っていた藤本はそれに応じる気はなく、その後も同家に居座り続けた。そんなある日、翌日の重要な取引のためにタコマに向かおうとしていたカンスタインが夜行列車に乗り遅れてしまうという出来事が起きる。藤本は困り果てた主人を自分の自動車に無理矢理乗せて、タコマに向けて車を走らせた。藤本の車は夜行列車よりも早くタコマに到着し、大事な用事に間に合った主人は藤本が同家に留まることを許したという。
この経験が、前記した下関─東京間の列車との競争を後に着想させることになる。
- 軍人をシアトルに送る

日露戦争（1904年 - 1905年）の戦利艦で、日本海軍の練習艦となっていた阿蘇と宗谷は、その後、米国に毎年派遣されるようになっていた。1912年7月に両艦がシアトルに入港した際、幹部の歓迎会は内陸36マイルに位置するタコマで催され、その終了後、出席した3名の将校をシアトルまで送り届ける役目を藤本が任された。藤本自身も宴会でほろ酔いの中、シアトルまでの未舗装路を藤本は車を上下に跳ねさせつつ飛ばしに飛ばし、シアトルに到着して後ろを見て見ると、乗っていたはずの将校たちは消え失せていた。途中で振り落としたに違いないと気づいた藤本は道を引き返し、特に道の悪い区間で、白い制服を砂ぼこりで汚した将校たちを発見した。詫びる間もなく、藤本の顔面に平手打ちが飛んできた。

## 栄典
- 1964年 - 交通文化賞（運輸省）[26]
- 1965年 - 黄綬褒章[34] - 多年にわたり自動車の販売整備業に従事し発展と振興に寄与した功績による[34]。

## 関連書籍
- 三重宗久『戦前日本の自動車レース史 藤本軍次とスピードに魅せられた男たち』（三樹書房・2022年刊）